# فاروا ريندررية
فاروا ريندررية (الاسم العلمي:Varroa rindereri) هي نوع من الحشرات يتبع جنس الفاروا من الفصيلة الفارواوية.
سمي هذا النوع نسبة إلى الباحث الأمريكي توماس ريندرر (بالإنجليزية: Thomas E Rinderer)‏.